# Tuna (commune de Södertälje)
Tuna est une localité de Suède dans la commune de Södertälje située dans le comté de Stockholm.
Sa population était de 396 habitants en 2019.